# William Cecil, XVI barón de Ros
William Cecil (1590-1618), 16º barón de Ros, es un parlamentario y  embajador de Inglaterra al Sacro Romano Imperio.
Hijo del 2º conde de Exeter, se educó en el St. John's College de Cambridge. 
Recibió el título en 1591 cuando murió su madre, Lady Elizabeth Cecil (née Manners), 15º baronesa de Ros suo jure. 
El 13 de febrero de 1615, se casó con Ann, hija de Sir Thomas Lake.